# Ghostscript
Ghostscript（ゴーストスクリプト）は、PostScriptやPortable Document Format (PDF) などアドビのページ記述言語用のインタプリタおよび、それを基にしたソフトウェアパッケージのことである。デュアルライセンスで配布されている。

## 特徴
Ghostscriptはラスターイメージプロセッサ (RIP) として、PostScriptファイルをビットマップ画像に変換してプリンターに送る。たとえば、UNIXにおけるline printer daemon (lpd) の入力フィルタとして使われたり、PostScriptやPDFビューアなどに表示するラスター画像を裏で生成するRIPエンジンとしても使われる。
GhostscriptはPostScript → PDF変換ソフトなどのファイルコンバータとしても使われる。これはよく仮想プリンタなどのPDF作成ソフト中のPostScriptプリンタドライバと組み合わされる。
TeXにおけるEPS → PDF変換用の画像処理エンジンとしても活用されている。
言語インタプリタの形式を採っているため、Ghostscriptは一般用途向けプログラミング環境としても使われる。
GhostscriptはUNIX、Linux、Mac OS、OpenVMS、Microsoft Windows、OS/2そしてAmigaOSなど数多くのオペレーティングシステム (OS) に移植された。Unix系OSではgsというコマンド名で起動するが、利用者が直接このコマンドを起動するよりも、後述のフロントエンドを介して利用される方が一般的である。

## フロントエンド
Ghostscriptを使用するための複数のグラフィカルユーザインタフェース (GUI) が存在する。これらを使うことで文章の印刷はもちろんのこと、PostScriptやPDFファイルを画面上で見たり、スクロールしたり、前後のページへ移動したり、文章を拡大したりすることができる。
Ghostview
Unix/X11上で動作する。一般的ではないユーザインタフェースの特徴を持つ：文章の上でマウスをドラッグすると逆の方向にスクロールする（ドラッグによってイメージそのものではなく、イメージを見る視点を移動させている）。その効果はイメージ全体に見えないスクロールバーがあるのに似ていて、Google マップやその他のアプリケーションのやり方とはほとんど逆である。
gv
Unix/X11上で動作する。Ghostviewを視覚的に改良したバージョンで、振る舞いはGhostviewに似ている。
mgv
Unix/X11上で動作する。Motifを使用した Ghostscriptのフロントエンドである。その特徴は規則正しいメニューやスクロールバーで実現された、より標準的なユーザインタフェースにある。
Ghostgum GSview
Microsoft Windows、OS/2およびUnix系OS上で動作する。WindowsおよびOS/2向けバージョンが最もよく知られている。UNIX上ではGTKを使用している。Aladdin Free Public Licenseの下で配布されているが、ユーザーにGSviewの開発を支援するための登録を促すウィンドウが起動時に表示される。登録料は40AUドルである。2013年1月現在、最新版は2012年 1月17日に公開された version 5.0である。
Artifex GSView
GSview version 6以降はArtifex Softwareによって開発されたものであり、Ghostgum Software Pty Ltd.のRussell Langによるそれより前のバージョンと混同してはならない。2015年04月22日にversion 6.0 Betaが公開された。商用ライセンスの下でのみ利用可能である。
PDF Blender
クロスプラットフォームなアプリケーションである。文章をPostScriptとPDFで変換したり、マージしたりできる。
Moonshiner
Ghostscriptを使用してPostScriptをPDFに変換するためのグラフィカルなフロントエンドである。Linux上でAdobe Acrobatのそっくり製品になることを目指している。

## 歴史
Ghostscriptは元は 1986年に GNUプロジェクトのためにL. Peter Deutschによって書かれ、GPLの下でリリースされた。その後DeutschはGhostscriptをプロプライエタリソフトウェアとしてライセンスするためにAladdin Enterprisesを設立した。現在GhostscriptはArtifex Softwareが所有しており、Artifex Softwareの従業員と世界中のユーザーコミュニティが保守・管理している。Ghostscriptの現行バージョンはGPLの下で再び利用可能になったが、金銭的利益を得るためのプロプライエタリなプロジェクトでの使用向けライセンスも存在する。

## Ghostscript の実装
GPL Ghostscript
自由ソフトウェアライセンスであるGPLの下で利用可能であり、公式の実装とされる。2006年6月より以前は、最先端のGhostscriptはAFPL Ghostscript（以前の名称はAladdin Ghostscript）として Aladdin Free Public Licenseの下で配布されていた。このライセンスは商用利用を制限していた。現在AFPL Ghostscriptは廃れてしまった。
GNU Ghostscript
GNU プロジェクトの一部であり、現在はGPL Ghostscriptから派生している。
ESP Ghostscript
Easy Software ProductsによってGPLの下で配布されていた。GPL Ghostscriptに基づいており、ESPのCUPSとの互換性を改良するためにいくつかの修正を加えたものである。GPL Ghostscriptに統合されたため、2007年3月14日にリリースされたバージョン 8.15.4を最後に開発は終了した。
Ghostscript
Artifex Softwareのプロプライエタリな現行の商用バージョンであり、クローズドソースな製品を含んでいる。
GPL Ghostscriptは、Display PostScriptを完全にサポートするのに必要な機能を持つDisplay Ghostscriptのバックエンドとしても使われている。